# Akkerslootmolen
De Akkerslootmolen is een in 1793 gebouwde poldermolen in de gemeente Kaag en Braassem, in de Nederlandse provincie Zuid-Holland. De molen is gelegen aan de Akkersloot in de Drooggemaakte Akkersloot-, Hertogs- en Blijverspolders, tussen de dorpen Oud Ade en Rijpwetering.

Het is een zogenaamde houten achtkant met witgeschilderde veldmuren. Tot 1966 bemaalde deze molen zonder hulp de polder van 130 ha. Sinds dat jaar heeft een gemaal langs de Pastoor van der Plaatstraat in Rijpwetering de bemaling van de polder deels overgenomen. Eind jaren 70 werd de Akkersloot aan beide zijden afgedamd, waardoor de molen geen functie meer had. Dit was een actie van het Kadewaterschap Ade die tot doel had het aantal meters boezemkades te verminderen en daarmee te besparen op de dure onderhoudslasten. De dammen werden in 2000 (tegen hoge kosten) weer weggehaald en de kades werden weer opgehoogd tot boezemkades, waardoor de molen zijn functie weer normaal kon vervullen.
Het gevlucht van de Akkerslootmolen is Oud-Hollands; het water wordt opgevoerd met behulp van een vijzel. Op een van de muren is een zwart kruis geschilderd. Dit symbool komt in de streek vaker voor en is bedoeld om kwaad te weren.
De molen is bewoond en is op "molendagen", maar ook op afspraak, te bezichtigen.

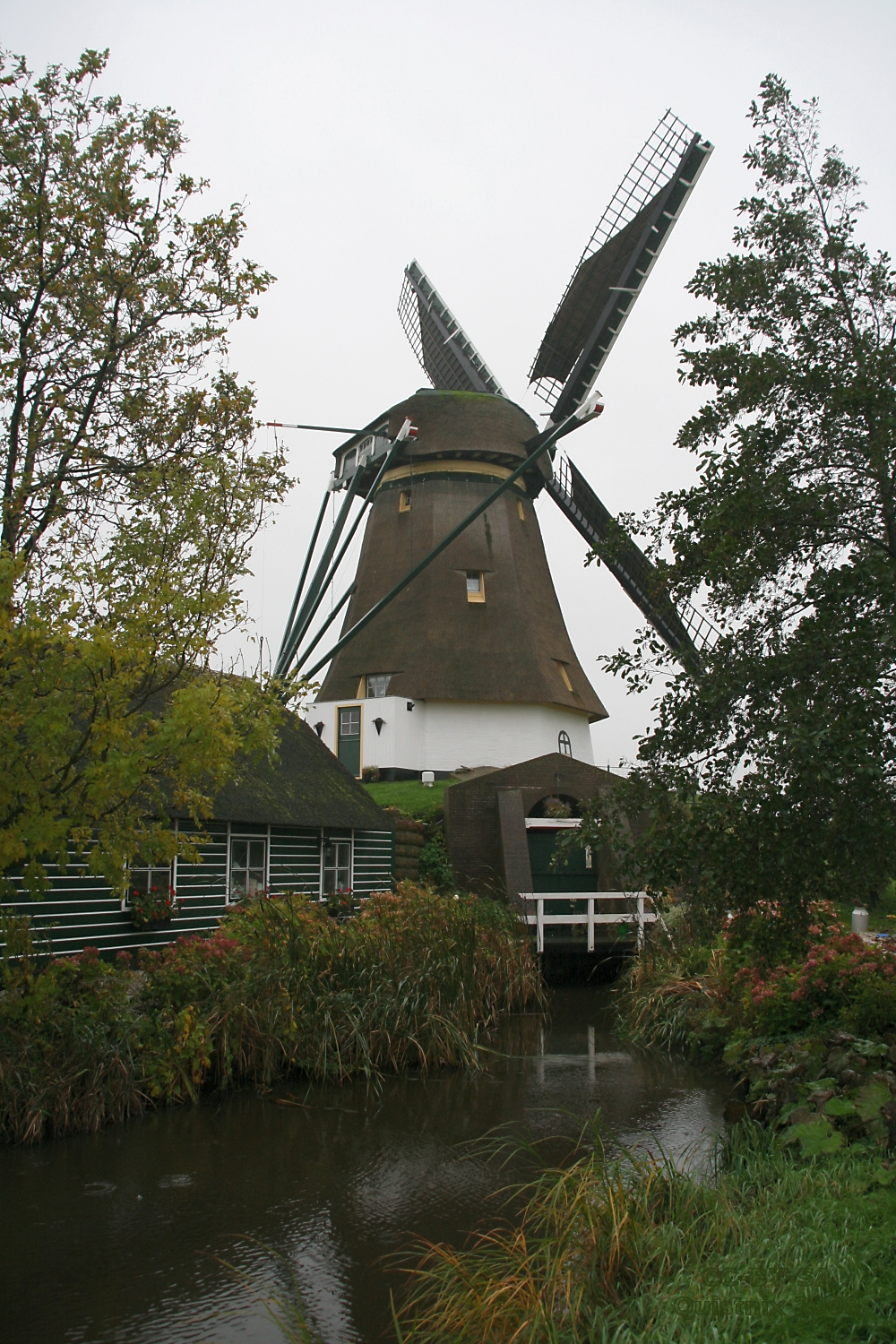
De molen met waterloop